# Acanthoperga melanocera
Acanthoperga melanocera – gatunek błonkówki z rodziny Pergidae.

## Taksonomia
Gatunek ten został opisany w 1965 roku przez Roberta Bensona. Jako miejsce typowe podano górę Giluwe w Papui-Nowej Gwinei, na wysokości 2500 m n.p.m. Holotypem była samica.

## Zasięg występowania
Występuje na Nowej Gwinei.